# Klapparvik och Källvik
Klapparvik och Källvik est une localité de Suède dans la commune de Söderhamn située dans le comté de Gävleborg.
Sa population était de 209 habitants en 2019.